# Болеслав (гміна, Олькуський повіт)
Гміна Болеслав (пол. Gmina Bolesław) — сільська гміна у південній Польщі. Належить до Олькуського повіту Малопольського воєводства.
Станом на 31 грудня 2011 у гміні проживало 7889 осіб.

## Площа
Згідно з даними за 2007 рік площа гміни становила 41.42 км², у тому числі:
- орні землі: 82.00%
- ліси: 2.00%

Таким чином, площа гміни становить 6.66% площі повіту.

## Населення
Станом на 31 грудня 2011:
| Опис     | Загалом | Загалом | Чоловіки | Чоловіки | Жінки | Жінки |
| -------- | ------- | ------- | -------- | -------- | ----- | ----- |
| одиниця  | осіб    | %       | осіб     | %        | осіб  | %     |
| все      | 7889    | 100     | 3852     | 48.83    | 4037  | 51.17 |
| міське   | 0       | 100     | 0        |          | 0     |       |
| сільське | 7889    | 100     | 3852     | 48.83    | 4037  | 51.17 |

## Сусідні гміни
Гміна Болеслав межує з такими гмінами: Буковно, Ключе, Олькуш, Славкув.